# Liste des conseillers régionaux du Tarn
Le département français du Tarn compte actuellement 11 conseillers régionaux sur les 158 élus qui composent le conseil régional d'Occitanie.

## Listes par mandature

### 2021-2028
Le Tarn compte 11 conseillers régionaux sur les 158 élus composant l'assemblée du conseil régional d'Occitanie issue des élections des 20 et 27 juin 2021.
|                   | Claire Fita*        | PS  | Socialistes et Citoyens d'Occitanie | —                                                    |
|                   | Yannick Jauzion     | DVG | Socialistes et Citoyens d'Occitanie | Ancien joueur du XV de France et du Stade toulousain |
|                   | Rémi Massie         | PS  | Socialistes et Citoyens d'Occitanie | —                                                    |
|                   | Vincent Recoules    | PS  | Socialistes et Citoyens d'Occitanie | —                                                    |
|                   | Sandrine Soliman    | PS  | Socialistes et Citoyens d'Occitanie | —                                                    |
|                   | Christine Bernot    | DVG | Radicaux de Gauche et Citoyens      | —                                                    |
|                   | Vincent Garel       | PRG | Radicaux de Gauche et Citoyens      | —                                                    |
|                   | Géraldine Rouquette | PCF | Communiste Républicain et Citoyen   | —                                                    |
|                   | Julien Bacou        | RN  | Rassemblement national              | —                                                    |
|                   | Virginie Callejon   | RN  | Rassemblement national              | —                                                    |
|                   | Bernard Carayon     | UDR | L'Occitanie courageuse              | Maire de Lavaur                                      |
| * Vice-présidente |                     |     |                                     |                                                      |

### 2004-2010
Le département du Tarn a 14 conseillers au Conseil régional de Midi-Pyrénées entre 2004 et 2010 : 
- Jacqueline Alquier - PS ;
- Marie-Claude Bascoul - PS ;
- Linda Bessieres - PS ;
- Frédéric Cabrolier - FN ;
- Florence Charlopin - FN ;
- Marc Espigat - PCF ;
- René Frayssinet - PS ;
- Henri Geraud - UDF ;
- Anne-Marie Likiernik - PS ;
- Suzanne Monteil - UMP ;
- Geneviève Parmentier - UMP ;
- Catherine Pinol - PS ;
- Bernard Raynaud - PRG ;
- Jean Tkaczuk - PS.